# Качур Говард
Ка́чур Го́вард, також Ка́чка Го́вард (англ. Howard the Duck) — вигаданий персонаж коміксів американського видавництва Marvel Comics. Він був вигаданий Стівом Ґербером, натхнений другом Стіва з коледжу Говардом Токманом, і художником Велом Маєріком. Уперше Говард з'явився у коміксі Adventure into Fear #19 (грудень 1973). У кількох наступних серіях описуються пригоди дратівливого антропоморфного птаха, що опинився у світі, яким керують люди. Найпоширенішим гаслом коміксів з ним є «Зачеплений у світі, який він ніколи не створював!» (англ. Trapped In a World He Never Made!). Пригоди Говарда, як правило, є соціальною сатирою, тоді як інші — пародії на метамистецтво.
Качура Говарда зобразив Ед Ґейл, а озвучив Чип Зен в однойменному фільмі 1986 року, який зазнав невдачі як з погляду критиків, так і з комерційного погляду. Починаючи з 2014 року, персонаж, озвучений Сетом Ґріном, з'являвся в епізодичних ролях у кількох фільмах кіновсесвіту Marvel, анімаційних серіалах Disney XD «Вартові галактики» (2015-2019) та «Людина-павук. Щоденник супергероя» (2016; з Кевіном Майклом Річардсоном), а також у серіалі Disney+ «А що як...?» (2021-2024).

## Історія публікації
Качур Говард був створений сценаристом Стівом Ґербером і художником Велом Меєриком і вперше з'явився в Adventure into Fear #19 (грудень 1973 року), а потім як другорядний персонаж в Man-Thing. Він перестав з'являтися на сторінках коміксів після Giant-Size Man-Thing, де він протистояв таким комічним персонажам, як Пекельна корова і Людина-жаба. У 1976 році він отримав власний комікс під назвою Howard the Duck.
Ґербер написав 27 випусків у серії (здебільшого відмовляючись від жахливих пародій). Комікс ілюстрували різні художники, починаючи з Френка Бруннера. Для Ґербера Говард був качуром з плоті та крові. Він сказав: «Якщо Хитрого койота задавить каток і в результаті він перетвориться на плоский млинець, то він повернеться в наступну мить; якщо ж Говарда переїде каток, то на асфальті з'явиться кров». Джин Колан став основним художником з випуску #4. Ґербер пізніше сказав Коланові: «Це був телепатичний зв'язок. Я бачив щось у своїй уяві, і ви це малювали. Я ніколи не мав такого досвіду з іншими художниками ні до, ні після».
Спортивний слоган: «Лягай, Америко!» з All-Night Party, яка була вигаданою політичною партією, що з'явилася в Gerber Howard the Duck, створена на честь президентських виборів у США 1976 року, привела до того, що Говард дійсно отримав тисячі голосів.
З 1977 по 1978 рік вийшов спіноф до коміксу Howard the Duck. Перша частина була написана Ґербером і проілюстрована Коланом і Меєриком, а другою частиною зайнялися Марв Вульфман і Аллан Купперберґ.
У 1978 році Ґербер покинув комікс у зв'язку з творчими розбіжностями з видавництвом. Це був один з перших випадків, що називаються «права творця твору». У результаті, позов завершився конфіденційним розрахунком між Ґербером і Marvel. Приблизно в той же час The Walt Disney Company погрожували подати позов на Marvel, вважаючи, що Говард схожий на Дональда Дака.
Серія тривала ще чотири випуски. Ґербер ненадовго повернувся, оскільки згідно з контрактом був зобов'язаний описати сюжет випуску #29. У випуску #31 було оголошено, що він стане останнім кольоровим випуском, а потім серія буде перезапущена. Проте, перезапущена серія була скасована після дев'яти випусків. Статті в цих випусках стверджували, що Говард був придуманий Меєриком, всупереч заявам Ґербера і Меєрика. У випуску #6 був введений термін «Качкосвіт», який так ненавидів Ґербер.
Протягом декількох років Говард з'являвся у камео в інших коміксах видавництва Marvel Comics, таких як Spider-Man Team-Up, She-Hulk і Ghost Rider. У 2007 році Тай Темплтон і Хуан Бобилло запустили обмежену серію коміксів про Говарда, опубліковану разом з Marvel Zombies.

## Вигадана біографія
Говард народився в Качкосвіті, світі, населеному розумними антропоморфними птахами. Мабуть, Качкосвіт є альтернативною версією Землі, оскільки її мешканці розмовляють англійською мовою. Говард був викрадений зі свого будинку і потрапив в Еверґлейдс. Це сталося через демона Тога. Говард неохоче приєднався до команди Коррака-варвара разом з Дженніфер Кейл, Дакімхом-чарівником і Лісовиком. Битва проти Тоґа закінчилася тим, що Говард потрапив до Клівленда, де зіткнувся з Людиною-жабою та Пекельною коровою.
На Землі Говард зустрів модель Беверлі Швіцлер, разом з якою боровся проти костюмованого бухгалтера Про-Рата. Говард і Беверлі почали спільне життя, яке тривало досить довго. У цей час вони розлучилися остаточно. Говард намагався жити на Землі як нормальна людина, що було неможливо, з огляду на його незвичайне походження. Він часто стикався з незвичайними загрозами, особливо Говард нерідко боровся зі своїм заклятим ворогом Доктором Бонґом. Завдяки кмітливості та наполегливості, Говард завжди виходив переможцем.
Публічну популярність Говард здобув, коли став кандидатом у президенти США. Хтось навіть найняв вбивць, щоб усунути Говарда, проте завдяки Захисникам всі вони були відправлені до в'язниці.. Громадяни відмовилися вірити, що Говард зможе очолити їх, і поставилися до його кандидатури як до жарту. Говард вирішив залишитися у світі людей. Чарівник Дакімх передбачив, що Говард відіграє дуже важливу роль у розвитку мультивсесвіту.
Беверлі отримала роботу в компанії доктора Бонга, який перетворив Говарда на гігантську мишу. Процес виявився нестабільним і він пройшов через кілька інших форм, перш ніж стати мишею. Бонґ об'єднався з Кеннетом Флоггом, щоб отримати амулет Пазузу, але Говард отримав його першим. Він використовував його, щоб вбити помічника Флоґґа. Зрештою він знову перетворився на качура. А через кілька років він возз'єднався з батьками й братом на бейсбольному матчі в Качкосвіті.

## Сили й здібності
Говард не володіє жодними надлюдськими силами, проте є майстром бойового мистецтва з його рідної планети, відомого як «кряк-фу». У минулому він виявив у себе певні магічні здібності, і сам Доктор Стрендж запропонував йому допомогу в їх розвитку, проте Говард відмовився.
Іноді Говард використовував силову броню під назвою Залізна качка. Крім бронежилета, костюм містив механізми для високих стрибків і вогнемети в обох руках.